# Wincenty Władysław Majka
Wincenty Władysław Majka (ur. 6 sierpnia 1941 w Słodkowie) – Uprawiał kolarstwo szosowe w klubie Pafawag Wrocław i Dolmel Wrocław. Po ukończeniu kariery zawodniczej został trenerem w klubie Dolmel Wrocław gdzie jako trener odniósł wiele sukcesów – zawodnicy trenujący pod jego skrzydłami wielokrotnie zdobywali tytuły Mistrzów Polski. Witold Mokiejewski oraz Andrzej Pajor, których trenował zostali medalistami Mistrzostw Świata Juniorów w szosowym wyścigu drużynowym na 70 km.
W latach 1986–1992 zostaje trenerem kadry juniorów. W tym okresie drużyny, które prowadzi zdobywają medal brązowy w Anglii w 1992 roku oraz medal srebrny w Grecji w 1992 na Mistrzostwach Świata w jeździe drużynowej na czas w kolarstwie szosowym.
W 1992 zostaje trenerem kadry seniorów i jednocześnie trenerem kadry olimpijskiej przygotowując zawodników do Letnie Igrzyska Olimpijskie 1996 w Atlancie.
Po zakończeniu pracy w kadrze wraca do Wrocławia gdzie jest współtwórcą Szkoły Mistrzostwa Sportowego.